# Pedagogika psychologiczna
Pedagogika psychologiczna jest to humanistyczny kierunek nauki pedagogicznej zajmujący się psychologicznymi aspektami oddziaływań pedagogicznych na podmiot i weryfikujący jego zachowanie na podstawie badań empirycznych.
Jest jednym z kierunków jakie powstały w pedagogice naturalistyczno – liberalnej (obok: pragmatyzmu pedagogicznego, psychobehawioryzmu pedagogicznego, kierunku terapeutycznego, personalizmu pedagogicznego, pedagogiki wspólnoty życia, pedagogiki egzystencjalnej). 
Podstawowymi cechami pedagogiki psychologicznej były: biologizm, praktycyzm, utylitaryzm. 
Głównym przedstawicielem tego kierunku jest Herbert Spencer.